# Tenisová sezóna Petry Kvitové 2013
Tenisová sezóna Petry Kvitové 2013 oficiálně začala 30. prosince 2012 se startem WTA Tour 2013. Česká tenistka v ní do konce září vyhrála dva singlové tituly, první na Dubai Tennis Championships, kde porazila Italku Saru Erraniovou poměrem 6–2, 1–6 a 6–1, druhý v Tokiu, kde na ni nestačila německá tenistka Angelique Kerberová. O titul si zahrála také na BNP Paribas Katowice Open, kde nestačila na další italskou hráčku Robertu Vinciovou, a podruhé v řadě také New Haven Open at Yale, kde jí ale přehrála Rumunka Simona Halepová. V rámci Grand Slamu se nejdále probojovala na travnatém Wimbledonu do čtvrtfinále, kde ji vyřadila Belgičanka Kirsten Flipkensová. Na US Open a French Open skončila ve třetím kole, na Australian Open dokonce ve druhém kole.

## Přehled sezóny

### Úvodní část sezóny na tvrdém povrchu

#### Australské trápení

##### Brisbane International
Kvitová začala sezónu v Brisbane (kategorie WTA Premier) jako šestá nasazená tenistka a vítězka turnaje z roku 2011. V prvním kole porazila Španělku Carlu Suárezovou Navarrovou, ve druhém kole ale nestačila na nenasazenou ruskou tenistkou Anastasii Pavljučenkovovou, která později došla až do finále.

##### Apia International Sydney
Na turnaji v Sydney z kategorie WTA Premier byla nasazená jako číslo 5. Loňská semifinalistka však dohrála už v prvním kole - se Slovenkou Dominikou Cibulkovou uhrála jen dvě hry a dělala téměř čtyři desítky nevynucených chyb.

##### Australian Open
Do Melbourne na úvodní grandslam přijela jako osmá nasazená a obhájkyně semifinále. V prvním kole zdolala v Italku Francescu Schiavoneovou, počtvrté za posledních 10 měsíců. Ve večerním zápase druhého kola na největším kurtu v Melbourne Parku však prohrála s osmnáctiletou Britkou Lauru Robsonovou po setech 6–2, 3–6 a 9–11, přestože ve třetím setu vedla 3–0 a později byla dva míčky od vítězství.

#### Návrat do Evropy

##### Open GDF Suez
Po brzkém vyřazení na grandslamu získala divokou kartu do hlavní soutěže turnaje v Paříži hraném v hale, na kterém v roce 2011 vyhrála. Jako druhá nasazená měla v prvním kole volný los, v druhém kole zvládla duel se Švýcarkou Stefanií Vögeleovou, aby v prvním čtvrtfinále sezóny prohrála s další divokou kartou, Francouzkou Kristinou Mladenovicovou.
Divokou kartu obdržela také do čtyřhry, ale po boku Belgičanky Yaniny Wickmayerové skončila proti Hlaváčkové a Huberové hned v prvním kole.

##### Fed Cup
Hned další týden plnila roli týmové jedničky v prvním kole nového ročníku Fed Cupu, tentokrát proti Austrálii, hraném v ostravské hale.
V prvním zápase porazila až 167. hráčku žebříčku WTA Jarmilu Gajdošovou ve dvou setech. V zápase týmových jedniček a sousedek v žebříčku porazila Samanthu Stosurovou, kdy po jasně prohrané první sadě musela odvracet mečbol, což se jí povedlo a nakonec vyhrála 2-6, 7-6 (7–3) a 6-4, přestože ve třetím setu vedla již 5-0. Zápas potom označila za nejlepší v dosavadní části sezóny. Poprvé od US Open vyhrála dva zápasy v řadě.

#### Zlepšující se forma

##### Qatar Total Open
Hned po nedělní výhře ve Fed Cupu se přesunula do Dauhá na zdejší turnaj. V roli turnajové sedmičky měla v prvním kole volný los, takže prvním zápasem se pro ni stal duel proti Rusce Jekatěrině Makarovové. Česká tenistka vyhrála první set, dál už se ale nepokračovalo, protože Ruská tenistka už v zápase nepokračovala, zřejmě kvůli nevolnosti. Ve osmifinále otočila zápas s další Ruskou, tentokrát jedenáctou nasazenou Naděždou Petrovovou a postoupila do čtvrtfinále.
V něm ji čekala velká výzva, světová a turnajová dvojka Serena Williamsová,která zde útočila na post světové jedničky. Česka však díky přesné a rychlé hře bez chyb první set překvapivě vyhrála a byl to první set, který kdy nad Američankou vyhrála. Ve druhém setu však Američanka zlepšila svoji hru a jediné ztracené podání české hráčky rozhodlo o výsledku druhé sady. Ve třetím setu se Kvitová ujala vedení, ale nadějné vedení 4-1 nakonec ztratila, přestože za stavu 5-4 podávala Serena na udržení v zápase, první společné utkání mimo grand slam vyhrála favorizavoná Američanka 3-6, 6-3 a 7-5 a stala se tak nejstarší světovou jedničkou.

##### Dubai Tennis Championships
Hned další týden startovala na Dubai Tennis Championships ve Spojených arabskách emirátech jako nasazená šestka. V prvním kole ztratila jen tři hry se slovenskou kvalifikantkou Danielou Hantuchovou, zvládla obě koncovky s bývalou světovou jedničkou Anou Ivanovićovou ze Srbska, ve čtvrtfinále porazila obhájkyni titulu a třetí nasazenou Polku Agnieszku Radwańskou a zaznamenala tak první výhru nad hráčkou z top 4 od finále turnaje mistryň 2011. V semifinále nenašla odpověď na její hru další bývalá světová jednička a osmá nasazená Dánka Caroline Wozniacká. Ve finále se utkala s Italkou Sarou Erraniovou. Po suverénním první setu (6-2) následovala slabší chvilka české hráčky, když prohrála druhý set (1-6), třetí set ji však zastihl v dobré formě a vyhrála ho 6-1 a získala první titul v sezóně a jubilejní desátý titul v kariéře.
V novém vydání žebříčku WTA se posunala na 7. místo před svojí finálovou soupeřku Erraniovou.

#### Americké turnaje

##### BNP Paribas Open
Další podnikem se pro Petru stal velký americký turnaj BNP Paribas Open hraný v Indian Wells. Díky absenci Na Li a pokračujícímu bojkoty Sereny Williamsové byla do dvouhry nasazena jako číslo pět. V den svých 23.narozenin porazila Bělorusku Olgu Govorcovovou ve třech setech, od dva dny později kvalifikantku Lesju Curenkovou, v osmifinále jednoznačně krajanku Kláru Zakopalovou a poprvé zde došla až do čtvrtfinále. V něm neudržela vedení 6-4 a 4-2 proti třinácté nasazené Marii Kirilenkové,přemožitelce například Polky Radwańské, a nakonec ve velkém teplu prohrála 6-4, 4-6 a 3-6, když sice Rusku jednoznačně přebila na winnery (43:17), ale udělala o dost více nevynucených chyb (48:19). V pondělí ji však v žebříčku WTA opět přeskočila Italka Erraniová.
Do hlavní soutěže opět po roce dostala divokou kartu do čtyřhry, opět společně s Belgičankou Wickmayerovou, ale opět vypadly v prvním kole s Čanovou a Husárovou, 10-6 v super tiebreaku.

##### Sony Open Tennis – Miami Masters
Do druhého velkého turnaje kategorie Premier Mandatory, slavného Miami Masters vstoupila jako sedmá nasazená hráčka. První kolo hrát nemusela, ve druhém otočila zápas s Šuaj Pchengovou, přestože vyhrála první set. Ve třetím kole byla nad její síly belgická tenistka Kirsten Flipkensová, která jí dokonce nadělila v prvním setu nepopulárního "kanára".
Česká tenistka tak opět zůstala před branami osmifinále.

### Antuková část sezóny

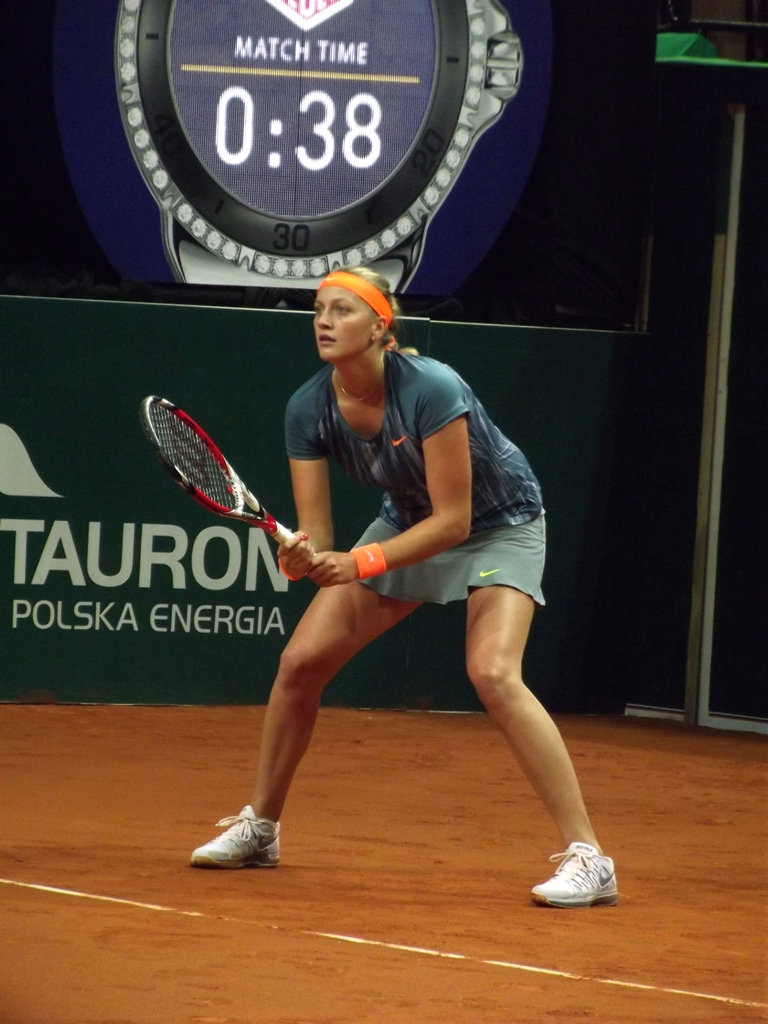
Na turnaji v Katovicích

#### BNP Paribas Katowice Open
Do nového turnaji v Katovicích vstupovala jako první nasazená tenistka. V prvních dvou kolech ztratila proti Misaki Doiové a Mandy Minellaové celkem 15 her. Jistější výhry předvedla ve čtvrtfinále proti Chorvatce Petře Martićové a v semifinále proti rumunské kvalifikantce Alexandře Cadanțuové. Ve finále se potom utkala s druhou nasazenou tenistkou, Italkou Robertou Vinciovou. První set ještě dokázala dotáhnout do zkrácené hry, ve které ale uhrála jen dva body. Druhý set už byl jasný, Češka ho prohrála 1-6.

#### Fed Cup
Hned další týden plnila roli týmové jedničky v semifinále Fed Cupu proti Italkám na palermské antuce. V sobotní dvouhře znovu po šesti dnech podlehla Robertě Vinciové. I když soupeřce pětkrát vzala podání, sama si v zápase nevyhrála ani jedno své podání.
Ve stejné tradici pokračovala i v neděli proti Saře Erraniové až do stavu 5-0 v první sadě, kdy po boji poprvé o víkendu získala své podání. Sadu sice nezachránila, do konce zápasu však ztratila už jenom dvě hry. Vydřená výhra sice dala Češkám neději na třetí finále v řadě, ale již nestačila na zvrácení nepříznivého výsledku. Česko po pondělní dohrávce prohrálo v konečném poměru 1:3 na zápasy. Poprvé tak prohrála utkání od semifinále v roce 2010, kdy prohrálo právě s Itálií.

#### Porsche Tennis Grand Prix
Do Stuttgartu na další halový podnik přijela jako pátá nasazená tenistka. V prvním kole proti domácí divoké kartě Annice Beckové vyhrála první set až 7-5, druhý ale prohrála ve zkrácené hře. Třetí set už proběhl v její režii, když ho vyhrála poměrem 6-3. V druhém kole porazila další Němku,nenasazenou Julii Görgesovou, přestože musela otáčet z 0-1 na sety. Druhý set ubojovala v tiebreaku, a třetí set opět ovládl Češka. Ve čtvrtfinále ji vyřadila ve dvou setech druhá nasazená a pozdější finalistka Li Na 3–6 a 5–7.

#### Mutua Madrid Open
Na turnaji v Madridu kategorie Premier Mandatory byla osmá nasazená. V prvním kole zdolala Belgičanku Yaninu Wickmayerovou 6-4 ve třetím setu. Ve druhém kole neudržela vedení 1-0 na sety proti slovenské divoké kartě soutěže Daniele Hantuchové. Poprvé se Slovenkou prohrála po šesti výhrách.

#### Internazionali BNL d'Italia
Na římský turnaj Internazionali BNL d'Italia přijížděla jako osmá nasazená. V prvním kole měla volný los, ve druhém udolala Němku Lisickou 6–4, 0–6 a 7–5, i když ve třetím setu prohrávala 1–3. V dalším zápase ale nestačila na sousedku v žebříčku, Australanku Stosurovou po třísetovém průběhu, a neobhájila tak čtvrtfinále z předešlého ročníku. Vzhledem k tomu, že Kerberová neobhájila semifinálovou účast, se posunula na sedmé místo žebříčku WTA.

#### French Open

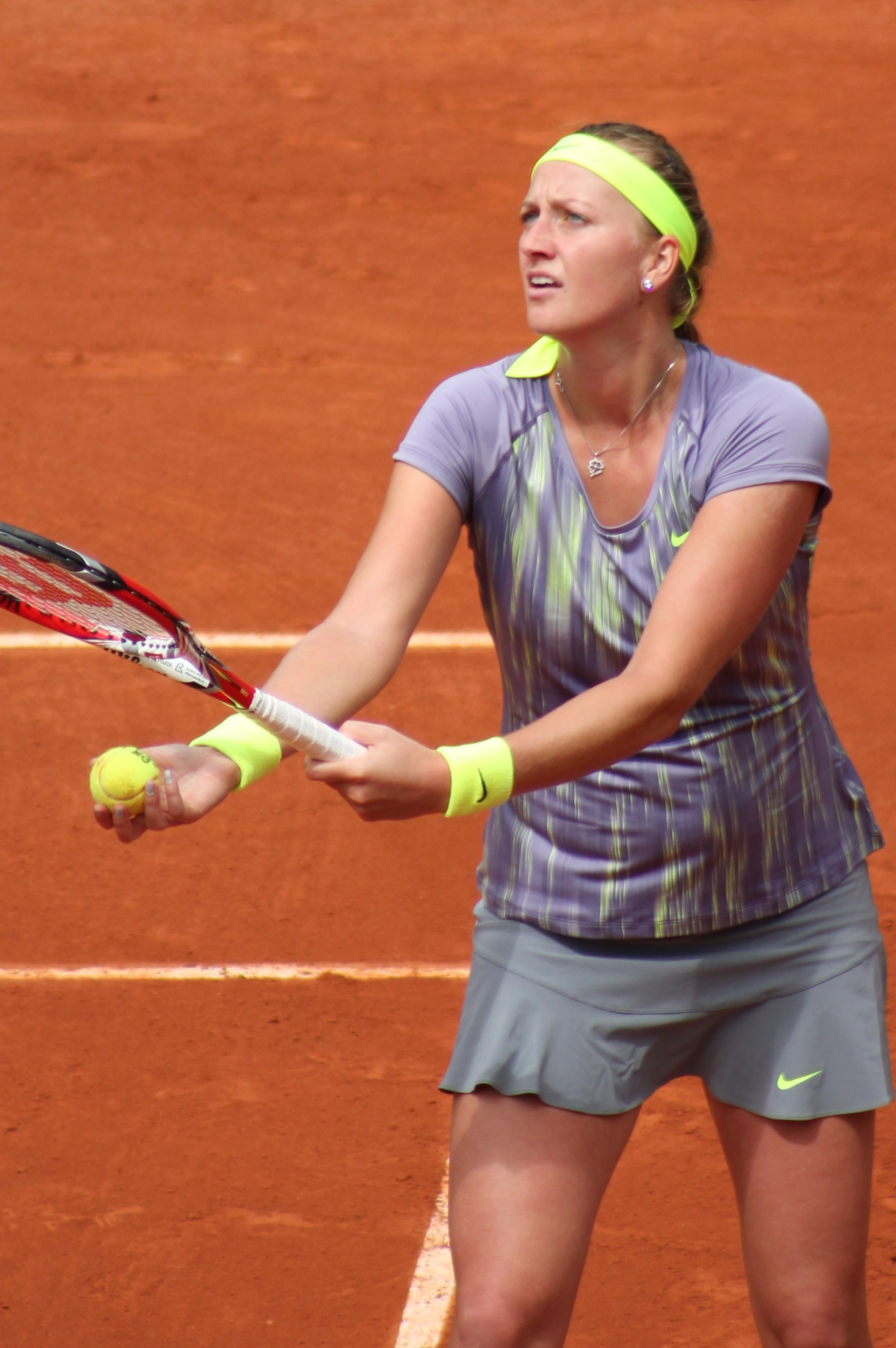
Na French Open

Na přelomu května a června zavítala na pařížský grandslam French Open v roli sedmé nasazené a obhajovala semifinálovou účast. V prvním kole zdolala Francouzku startující na divokou kartu Aravane Rezaïovou po třísetovém průběhu. Ve druhém kole, o den později, nedala šanci Šuaj Pchengové, kterou porazila ve dvou setech. Byla to její první dvousetová výhra od semifinále v Katowicích. Ve třetí fázi však skončila na raketě stejně staré Američanky Jamie Hamptonové výsledkem 1–6 a 6–7, čím neobhájila své loňské semifinále a opět se vrátila na osmé místo.

### Travnatá sezóna

#### AEGON International
Travnatou sezónu jako už tradičně zahájila na AEGON International v Eastbourne. Jako turnajová čtyřka porazila v prvním kole Rumunku Moniku Niculescuovou ve dvou setech, ve druhém kole ale prohrála se svojí kamarádkou a občasnou partnerkou do čtyřhry Yaninou Wickmayerovou po setech 6–3, 4–6 a 5–7, přestože se ve třetím setu ujala vedení 4–2 a 30:0 při svém podání.
Právě s Wickmayerovou obdržely divokou kartu do ženské čtyřhry. V prvním zápase ale prohrály s nenasazenou dvojicí Sie Šu-wej a Mirjana Lučićová Baroniová ve dvou setech.

#### Wimbledon
Do nejslavnějšího turnaje světa ve Wimbledonu vstupovala jako osmá nasazená a chtěla zde napodobit své úspěchy z předešlých let, především vítězství z roku 2011.
V prvním kole vyhrála s Američankou Coco Vandewegheovou lehce první set 6-1 a ve druhém otočila z 1-3 na 5-3, ale při podávání na postup udělala dvě dvojchyby a dovolila Američance čtyřmi hrami v řadě srovnat na 1-1 na sety. Ve třetím dějství i přes bolest nohy dovolila Vandewegheové získat už jen čtyři hry a postoupila do druhého kola
V něm se měla střetnout s Kazaškou Švedovovou, která ale k zápasu kvůli potížím s rukou nenastoupila.
Ve třetím jí potrápila další levoruka tenistka, Ruska Jekatěrina Makarovová. Zápas byl poprvé přerušen za stavu 3-3 v prvním set, hned po přestávce se Kvitová ujala vedení už 6-3 a 2-0. Česká tenistka ale ztratila 8 her v řadě a ocitla se tak blíže porážky, když prohrávala 0-2 ve třetím setu. Následnou hru při své podání i přes brejkové šance soupeřky ubojovala a nepustila Rusku do vedení s double brejkem.
Kvitové však pomohlo druhé přerušení, tentokrát kvůli tmě. Dohrávku zvládla lépe česká tenistka, za 23 minut ztratila jenom jednu hru a postoupila do osmifinále wimbledonu.
V něm nezaváhala v souboji se Španělkou Carlou Suárezovou Navarrovou, kterou porazila podruhé v sezóně, i když první set musel rozhodnout až tiebrejk. Počtvrté v řadě postoupila minimálně do čtvrtfinále Wimbledonu a poprvé se do něj dostala od loňského Wimbledonu.
Ve čtvrtfinále však našla kromě Williamsové svoji první přemožitelku od roku 2009. Stala se jí Belgičanka Kirsten Flipkensová. Česká tenistka sice vyhrála první set, druhé dějství ovládla její soupeřka. Kvitová se následně nechala vyšetřit a dostala prášky. Ve třetím setu vedla s Flipkensovou vyrovnanou partii, ale mrzet jí mohou dva momenty - nevyužití brejkbolů ve čtvrtém gamu na 3-1 a devátá hra, kde nevyužila na svém podání vedení 40:15 a poté hloupou chybou na brejkbol darovala soupeřce vedení 5-4. Belgičanka zápas dopodávala a postoupila do svého první semifinále na grandslamu.
Po grandslamu udržela ve světové klasifikaci osmou pozici.

### Návrat na tvrdý povrch

#### US Open Series

##### Southern California Open

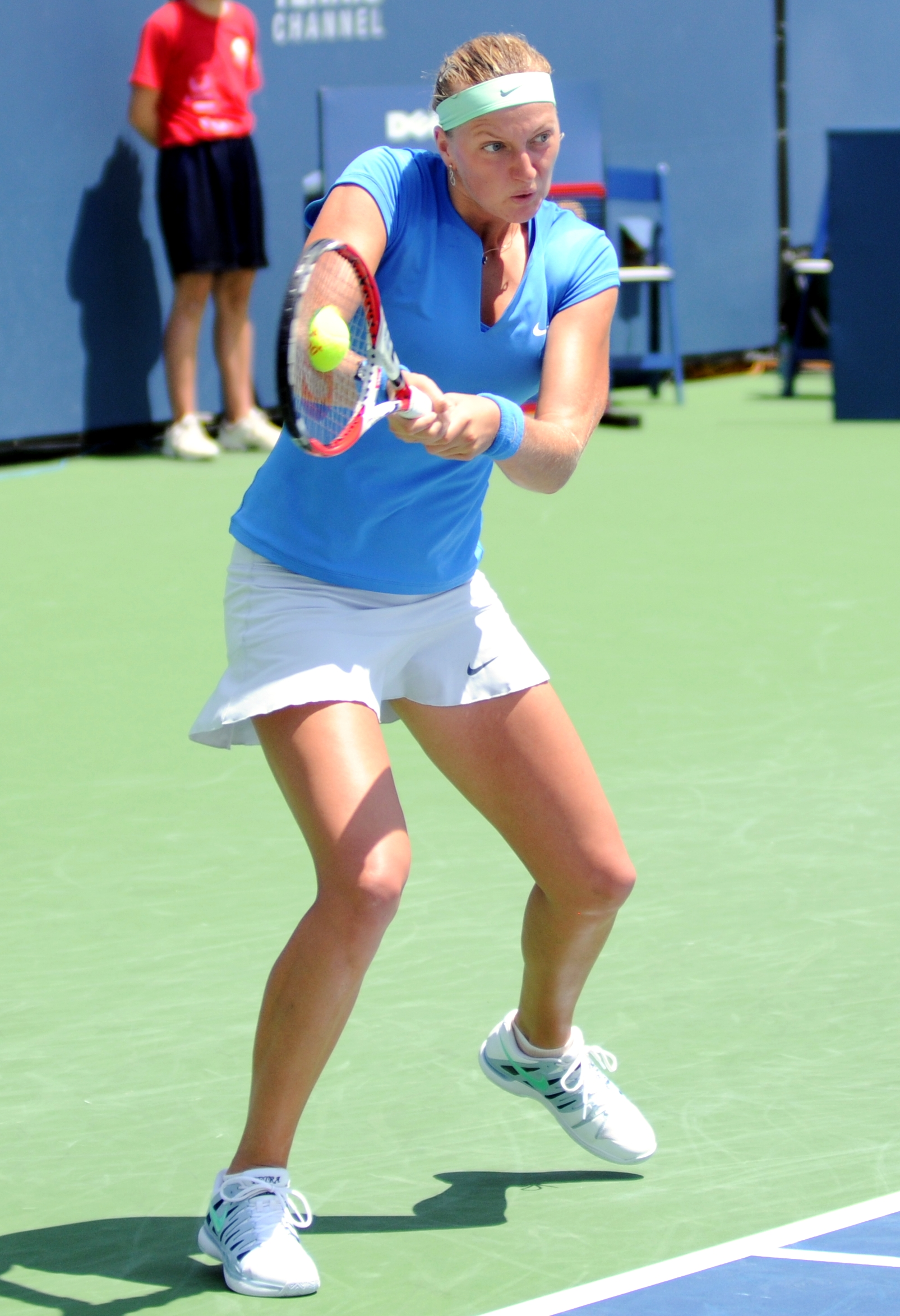

První turnajem na obhajobě vítězství US Oper Series se stal turnaj hraný v Carlsbadu.
Ve čtyřhře získala divokou kartu, její spoluhráčkou se stala Tamira Paszeková, v první kole ale podlehly týmu Čan Chao-čching a Janette Husárová dvakrát 6-3.
Ve dvouhře se dostala mezi nasazené tenistky - byla nasazená jako číslo tři, což jí vyneslo v prvním kole volný los. Ve druhém kole se jí povedla odveta za Australian Open, když porazila Britku Robsonovou 6-1 a 6-2. V zápase ztratila jenom jednou své podání. Ve čtvrtfinále se proti ní postavila divoká karta soutěže Virginie Razzanová, která v průběhu turnaje porazila Kuzněcovovou a Suárezovou Navarrovou. Francouzka v první setu vedla 5-3 a podávala na vítězství v setu, česká tenistka ale zvládla odvrátit setboly a vyhrála první zkrácenou hru poměrem 8-6. Ve druhém setu Češce nevyšel game za stavu 5-6, kdy Razzanová využila svůj jediný breakball, který v setu měla, aby srovnala 1-1 na sety. Ve druhém setu Kvitová nevyužila vedení 2-1 v brejkem a nakonec francouzský tenistka podávala za stavu 3-5 na postup do semifinále, nevyužila ale mečboly, Kvitová se dostala do hry a za stavu 6-5 mohla zápas vítězně ukončit. Zápas ale vyvrcholil v další zkrácené hře, kde Češka nevyužila dva mečboly a prohrála 8-10.

##### Rogers Cup

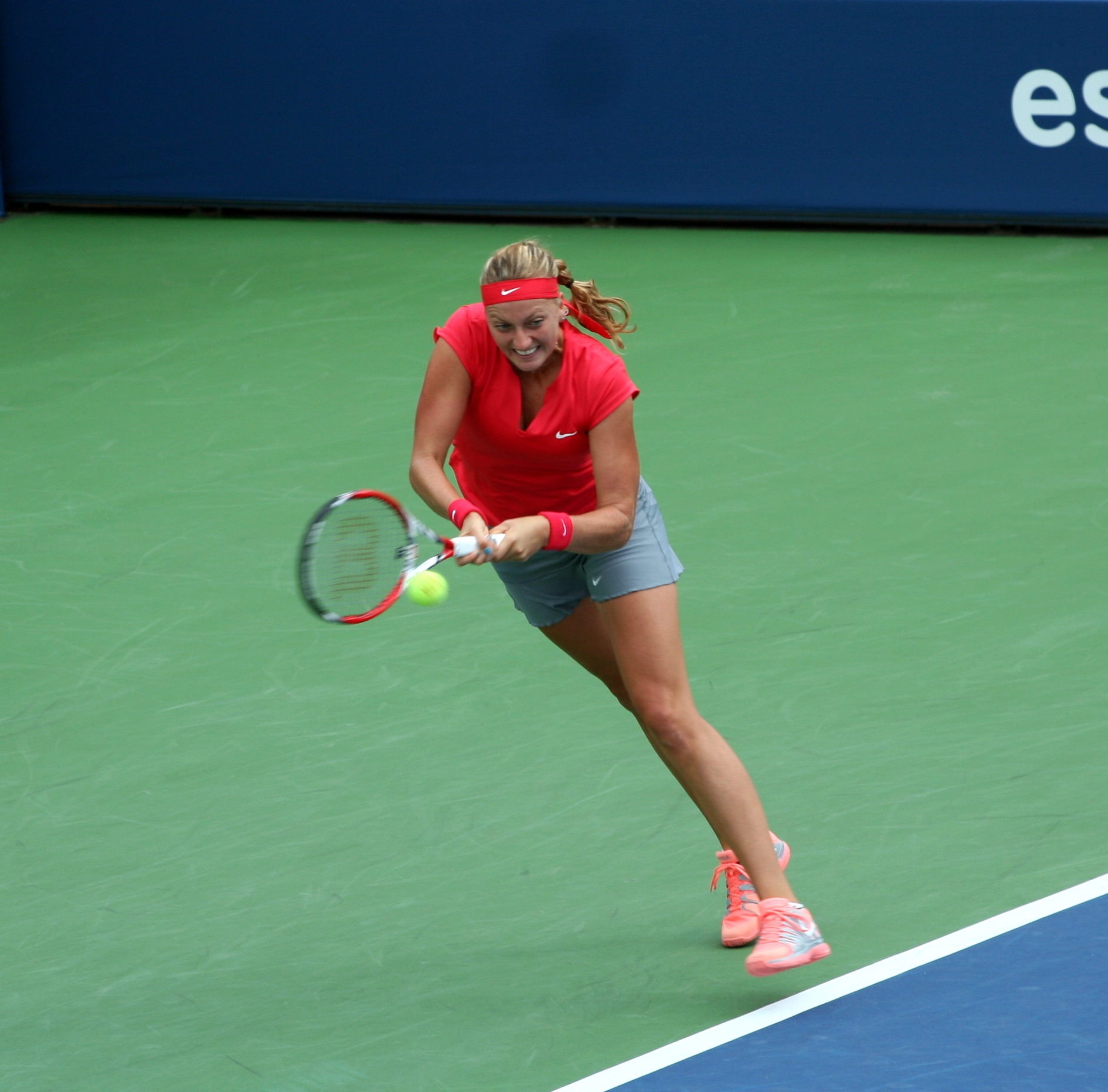
Na US Open

Na Rogers Cup, ten rok konaném v Torontu, vstupovala jako obhájkyně prvenství z pozice šesté nasazené. V první kole měla volný los, ve druhém zápase zvládla duel s domácí divokou kartou, devatenáctiletou Eugenií Bouchardovou. V osmifinále se potřetí za rok utkala s Australankou Stosurovou, když se prohrála jediný servis, z stavu 5-2, kdy podávala na postup. Zápas ale ukončila hned v další hře na podání jedenácté hráčky světa. Ve třetím utkání ale nestačila na nenasazenou Rumunku Soranu Cîrsteaovou. První set sice vyhrála a ve druhém otočila z 0-4 na 5-4, soupeřka ale těžké chvíle zvládla a nakonec vyhrála 4-6, 7-5 a 6-2. Následkem ztráty bodů spadla na 9. místo žebříčku WTA.

##### Western & Southern Open
Jako sedmá nasazená porazila ve druhém kole se ztrátou setu Marinu Erakovicovou, ale s turnajem se rozloučila už v osmifinále, když nestačila ve třech setech na Dánku Wozniackou. Ve třetím setu přitom vedla už 3-1, pak ale prohrála pět her v řadě.

##### New Haven Open at Yale
Na turnaji v New Havenu došla jako obhájkyně do finále, čímž uhájila svojí pozici v elitní desítce, kde jí ale přehrála Rumunka Simona Halepová.

##### US Open
US Open opustila ve třetím kole a v pondělí tak vypadla z první desítky žebříčku WTA, poprvé od května 2011.

#### Asijské turnaje

##### Toray Pan Pacific Open
Díky absenci Williamsové, Šarapovové, Na Li a srpnovému ukončení kariéry Bartoliové byla i přes žebříčkové postavení nasazena jako číslo sedm. Ve druhém kole volném lose v úvodu turnaje porazila akutální juniorskou světovou jedničku ve dvouhře, Švýcarku Bencicovou. Kvůli dešti nestihla odehrát zápas druhého kola, a proto musela v jeden odehrát dva zápasy. Ale ani Madison Keysová, nebo Světlana Kuzněcovová jí nedokázaly zastavit, když dohromady vyhrály proti Češce devět her. Postupem do semifinále si také zajistila návrat do světové desítky žebříčku WTA. Ve čtvrtém semifinále se pak utkala s bývalou světovou jedničku Venus Williamsovou. S tou sice prohrála první set, ve druhé sadě zlepšila hru a vynutila si třetí dějství. V něm si však hráčky držely svá podání celou dobu, takže po dvou hrách, kde Kvitová podávala na udržení na turnaji, začal tiebreak. V něm se česká tenistka dostala do vedení 6-0, první dva mečboly sice ještě nevyužila, třetí už ale Američanka neodvrátila. Kvitová tak počtvrté v sezóně postoupila do finále.
V něm se utkala s pátou nasazenou Němkou Angelique Kerberovou. V prvním setu neztratila ani jednou servis, proměnila oba dva brejkboly a vypadalo to, že si dokráčí pro titul. Jenže ve druhém setu se Němka zvedla a Kvitová začala dělat chyby. Výsledkem toho bylo, že set ztratil poměrem 0-6. Do třetí sady vstoupila lépe a ujala se vedení 4-0. Za stavu 5-2 nevyužila na podání soupeřky první dva mečboly a na svém podání pak musela čelit brejkbolu na 5-4, ale po hodině a 39 minutách získala druhý titul v roce a celkově jedenáctý v kariéře. Díky 900 bodům do žebříčku se vrátila do světové desítky, za sedmé místo.

##### Chine Open
Na velký pekingský turnaj, China Open vstupovala až jako devátá nasazená, ale díky postupu do semifinále na předchozím turnaji, měla v prvním kole volný los. Ve druhém kole otočila zápas s Americkou tenistkou Varvarou Lepčenkovou. Ve třetím setu ji dokonce nadělila "kanára". V osmifinále udolala svoji sousedku v žebříčku, Italku Saru Erraniovou. Ve čtvrtfinále na ni nestačila domácí Li Na. V semifinále však vítěznou šňůru české tenistky přetrhla Srbka Jelena Jankovićová, přestože Češka vyhrála první set.

## Přehled utkání
| Grand Slam                        |
| Závěrečné turnaje sezóny          |
| WTA Premier Mandatory tournaments |
| WTA Premier 5 tournaments         |
| WTA Premier tournaments           |
| WTA International tournaments     |
| Týmové soutěže                    |

### Dvouhra
| Turnaj                      | Utkání    | Datum        | Kolo                | Soupeřka                   | Pořadí | Výsledek             | Skóre                      |
| --------------------------- | --------- | ------------ | ------------------- | -------------------------- | ------ | -------------------- | -------------------------- |
| Brisbane International      | 1.        | 30. prosince | 1. kolo             | Carla Suárezová Navarrová  | #34    | Výhra                | 6-3, 6-4                   |
| Brisbane International      | 2.        | 1. ledna     | 2. kolo             | Anastasija Pavljučenkovová | #36    | Prohra               | 4-6, 5-7                   |
| Apia International Sydney   | 3.        | 6. ledna     | 1. kolo             | Dominika Cibulková         | #15    | Prohra               | 1-6, 1-6                   |
| Australian Open             | 4.        | 15. ledna    | 1. kolo             | Francesca Schiavoneová     | #48    | Výhra                | 6-4, 2-6, 6-2              |
| Australian Open             | 5.        | 17. ledna    | 2. kolo             | Laura Robsonová            | #53    | Prohra               | 6-2, 3-6, 9-11             |
| Open GDF Suez               | -         | -            | 1. kolo             | Volný los                  | -      | -                    | -                          |
| Open GDF Suez               | 6.        | 30. ledna    | 2. kolo             | Stefanie Vögeleová         | #100   | Výhra                | 7-6 (7–5) 6-3              |
| Open GDF Suez               | 7.        | 1. února     | Čtvrtfinále         | Kristina Mladenovicová     | #87    | Prohra               | 3-6, 4-6                   |
| Fed Cup 1. kolo             | 8.        | 9. února     | 1. kolo             | Jarmila Gajdošová          | #168   | Výhra                | 7-6 (7–2) 6-3              |
| Fed Cup 1. kolo             | 9.        | 10. února    | 1. kolo             | Samantha Stosurová         | #9     | Výhra                | 2-6, 7-6 (7–3) 6-4         |
| Qatar Total Open            | -         | -            | 1. kolo             | Volný los                  | -      | -                    | -                          |
| Qatar Total Open            | 10.       | 13. února    | 2. kolo             | Jekatěrina Makarovová      | #20    | Výhra                | 6-4, skreč                 |
| Qatar Total Open            | 11.       | 14. února    | 3. kolo             | Naděžda Petrovová          | #12    | Výhra                | 4-6, 6-4, 6-3              |
| Qatar Total Open            | 12.       | 15. února    | Čtvrtfinále         | Serena Williamsová         | #2     | Prohra               | 6-3, 3-6, 5-7              |
| Dubai Tennis Championships  | 13.       | 19. února    | 1. kolo             | Daniela Hantuchová         | #67    | Výhra                | 6-2, 6-1                   |
| Dubai Tennis Championships  | 14.       | 20. února    | 2. kolo             | Ana Ivanovićová            | #13    | Výhra                | 7-5, 7-6 (7-1)             |
| Dubai Tennis Championships  | 15.       | 21. února    | Čtvrtfinále         | Agnieszka Radwańská        | #4     | Výhra                | 6-2, 6-4                   |
| Dubai Tennis Championships  | 16.       | 22. února    | Semifinále          | Caroline Wozniacká         | #10    | Výhra                | 6-3, 6-4                   |
| Dubai Tennis Championships  | 17.       | 23. února    | Finále              | Sara Erraniová             | #7     | Výhra                | 6-2, 1-6, 6-1              |
| BNP Paribas Open            | -         | -            | 1. kolo             | Volný los                  | -      | -                    | -                          |
| BNP Paribas Open            | 18.       | 8. března    | 2. kolo             | Olga Govorcovová           | #67    | Výhra                | 6-4, 3-6, 6-3              |
| BNP Paribas Open            | 19.       | 11. března   | 3. kolo             | Lesja Curenková            | #74    | Výhra                | 6-2, 7-6 (7-5)             |
| BNP Paribas Open            | 20.       | 12. března   | 4. kolo             | Klára Zakopalová           | #22    | Výhra                | 6-2, 6-3                   |
| BNP Paribas Open            | 21.       | 13. března   | Čtvrtfinále         | Maria Kirilenková          | #15    | Prohra               | 6-4, 4-6, 3-6              |
| Sony Open Tennis            | -         | -            | 1. kolo             | Volný los                  | -      | -                    | -                          |
| Sony Open Tennis            | 22.       | 21. března   | 2. kolo             | Pcheng Šuaj                | #34    | Výhra                | 5-7, 6-2, 6-2              |
| Sony Open Tennis            | 23.       | 23. března   | 3. kolo             | Kirsten Flipkensová        | #28    | Prohra               | 0-6, 6-4, 1-6              |
| BNP Paribas Katowice Open   | 24.       | 10. dubna    | 1. kolo             | Misaki Doiová              | #88    | Výhra                | 6-4, 6-4                   |
| BNP Paribas Katowice Open   | 25.       | 11. dubna    | 2. kolo             | Mandy Minellaová           | #98    | Výhra                | 7-5, 6-2                   |
| BNP Paribas Katowice Open   | 26.       | 12. dubna    | Čtvrtfinále         | Petra Martićová            | #91    | Výhra                | 6-3, 6-2                   |
| BNP Paribas Katowice Open   | 27.       | 13. dubna    | Semifinále          | Alexandra Cadanțuová       | #117   | Výhra                | 6-0, 6-4                   |
| BNP Paribas Katowice Open   | 28.       | 14. dubna    | Finále              | Roberta Vinciová           | #13    | Prohra               | 6-7 (2-6) , 1-6            |
| Fed Cup Semifinále          | 29.       | 20. dubna    | Semifinále          | Roberta Vinciová           | #12    | Prohra               | 4-6, 1-6                   |
| Fed Cup Semifinále          | 30.       | 21. dubna    | Semifinále          | Sara Erraniová             | #7     | Výhra                | 2-6, 6-2, 6-0              |
| Porsche Tennis Grand Prix   |           |              |                     |                            |        |                      |                            |
| 31.                         | 24. dubna | 1. kolo      | Annika Becková      | #60                        | Výhra  | 7-6, 6-7 (0-7) , 6-3 |                            |
| 32.                         | 25. dubna | 2. kolo      | Julia Görgesová     | #30                        | Výhra  | 2-6 7-6 (4-7) 6-2    |                            |
| 33.                         | 26. dubna | Čtvrtfinále  | Li Na               | #5                         | Prohra | 3-6, 5-7             |                            |
| Mutua Madrid Open           |           |              |                     |                            |        |                      |                            |
| 34.                         | 5. května | 1. kolo      | Yanina Wickmayerová | #37                        | Výhra  | 4-6, 7-5, 6-4        |                            |
| 35.                         | 8. května | 2. kolo      | Daniela Hantuchová  | #71                        | Prohra | 6-2, 2-6, 3-6        |                            |
| Internazionali BNL d'Italia | -         | -            | 1. kolo             | Volný los                  | -      | -                    | -                          |
| Internazionali BNL d'Italia | 36.       | 14. května   | 2. kolo             | Sabine Lisická             | #34    | Výhra                | 6-4, 0-6, 7-5              |
| Internazionali BNL d'Italia | 37.       | 16. května   | 3. kolo             | Samantha Stosurová         | #9     | Prohra               | 5-7, 6-2, 1-6              |
| French Open                 | 38.       | 29. května   | 1. kolo             | Aravane Rezaïová           | #185   | Výhra                | 6-3, 4-6, 6-2              |
| French Open                 | 39.       | 30. května   | 2. kolo             | Pcheng Šuaj                | #23    | Výhra                | 6-4, 6-3                   |
| French Open                 | 40.       | 1. června    | 3. kolo             | Jamie Hamptonová           | #53    | Prohra               | 1-6, 6-7 (7-9)             |
| AEGON International         | 41.       | 18. června   | 1. kolo             | Monica Niculescuová        | #49    | Výhra                | 6-4, 6-1                   |
| AEGON International         | 42.       | 19. června   | 2. kolo             | Yanina Wickmayerová        | #51    | Prohra               | 6-3, 4-6, 5-7              |
| Wimbledon                   | 43.       | 24. června   | 1. kolo             | Coco Vandewegheová         | #108   | Výhra                | 6-1, 5-7, 6-4              |
| Wimbledon                   | 44.       | 26. června   | 2. kolo             | Jaroslava Švedovová        | #55    | bez boje             | bez boje                   |
| Wimbledon                   | 45.       | 29. června   | 3. kolo             | Jekatěrina Makarovová      | #29    | Výhra                | 6-3, 2-6, 6-3              |
| Wimbledon                   | 46.       | 1. července  | 4. kolo             | Carla Suárezová Navarrová  | #18    | Výhra                | 7-6 (7-5), 6-3             |
| Wimbledon                   | 47.       | 2. července  | Čtvrtfinále         | Kirsten Flipkensová        | #20    | Prohra               | 6-4, 3-6, 4-6              |
| Southern California Open    | -         | -            | 1. kolo             | Volný los                  | -      | -                    | -                          |
| Southern California Open    | 48.       | 31. července | 2. kolo             | Laura Robsonová            | #32    | Výhra                | 6-1, 6-2                   |
| Southern California Open    | 49.       | 2. srpna     | Čtvrtfinále         | Virginie Razzanová         | #131   | Prohra               | 7-6 (8-6), 5-7, 7-6 (8-10) |
| Rogers Cup                  | -         | -            | 1. kolo             | Volný los                  | -      | -                    | -                          |
| Rogers Cup                  | 50.       | 8. srpna     | 2. kolo             | Eugenie Bouchardová        | #62    | Výhra                | 6-3, 6-2                   |
| Rogers Cup                  | 51.       | 9. srpna     | 3. kolo             | Samantha Stosurová         | #11    | Výhra                | 6-3, 6-3                   |
| Rogers Cup                  | 52.       | 9. srpna     | Čtvrtfinále         | Sorana Cîrsteaová          | #27    | Prohra               | 6-4, 5-7, 2-6              |
| Western & Southern Open     | -         | -            | 1. kolo             | Volný los                  | -      | -                    | -                          |
| Western & Southern Open     | 53.       | 14. srpna    | 2. kolo             | Marina Erakovicová         | #77    | Výhra                | 6-4, 6-7 (7-9), 6-3        |
| Western & Southern Open     | 54.       | 15. srpna    | 3. kolo             | Caroline Wozniacká         | #10    | Prohra               | 6-3, 2-6, 3-6              |
| New Haven                   | 55.       | 20. srpna    | 1. kolo             | Annika Becková             | #49    | Výhra                | 4-6 ,6-3, 6-3              |
| New Haven                   | 56.       | 21. srpna    | 2. kolo             | Alison Riskeová            | #95    | Výhra                | 7-6(7-5), 4-6, 6-3         |
| New Haven                   | 57.       | 22. srpna    | Čtvrtfinále         | Anastasija Pavljučenkovová | #34    | Výhra                | 2-6, 6-2, 7-5              |
| New Haven                   | 58.       | 23. srpna    | Semifinále          | Klára Zakopalová           | #33    | Výhra                | 6-0, 6-1                   |
| New Haven                   | 59.       | 24. srpna    | Finále              | Simona Halepová            | #23    | Prohra               | 2-6, 2-6                   |
| US Open                     | 60.       | 27. srpna    | 1. kolo             | Misaki Doiová              | #92    | Výhra                | 6-2, 3-6, 6-1              |
| US Open                     | 61.       | 29. srpna    | 2. kolo             | Bojana Jovanovská          | #58    | Výhra                | 6-2, 6-4                   |
| US Open                     | 62.       | 31. srpna    | 3. kolo             | Alison Riskeová            | #81    | Prohra               | 3-6, 0-6                   |
| Toray Pan Pacific Open      | -         | -            | 1. kolo             | Volný los                  | -      | -                    | -                          |
| Toray Pan Pacific Open      | 63.       | 23. září     | 2. kolo             | Belinda Bencicová          | #326   | Výhra                | 7-5, 6-4                   |
| Toray Pan Pacific Open      | 64.       | 26. září     | 3. kolo             | Madison Keysová            | #43    | Výhra                | 6-2, 6-2                   |
| Toray Pan Pacific Open      | 65.       | 26. září     | Čtvrtfinále         | Světlana Kuzněcovová       | #27    | Výhra                | 6-4, 6-1                   |
| Toray Pan Pacific Open      | 66.       | 27. září     | Semifinále          | Venus Williamsová          | #63    | Výhra                | 3-6, 6-3, 7-6 (7-2)        |
| Toray Pan Pacific Open      | 67.       | 28. září     | Finále              | Angelique Kerberová        | #9     | Výhra                | 6-2, 0-6, 6-3              |
| China Open                  | -         | -            | 1. kolo             | Volný los                  | -      | -                    | -                          |
| China Open                  | 68.       | 1. října     | 2. kolo             | Varvara Lepčenková         | #56    | Výhra                | 2-6, 6-2, 6-0              |
| China Open                  | 69.       | 2. října     | 3. kolo             | Sara Erraniová             | #6     | Výhra                | 6-4, 6-7 (3-7), 6-3        |
| China Open                  | 70.       | 4. října     | Čtvrtfinále         | Li Na                      | #5     | Výhra                | 4-6, 6-2, 6-4              |
| China Open                  | 71.       | 5. října     | Semifinále          | Jelena Jankovićová         | #11    | Prohra               | 7-6 (9-7), 1-6, 1-6        |
| WTA Tour Championships      | 72.       | 22. října    | základní skupina    | Agnieszka Radwańská        | #4     | Výhra                | 6-4, 6-4                   |
| WTA Tour Championships      | 73.       | 24. října    | základní skupina    | Serena Williamsová         | #1     | Prohra               | 2-6, 3-6                   |
| WTA Tour Championships      | 74.       | 25. října    | základní skupina    | Angelique Kerberová        | #9     | Výhra                | 6-7 (3-7) 6-2, 6-3         |
| WTA Tour Championships      | 75.       | 26. října    | Semifinále          | Li Na                      | #5     | Prohra               | 4-6, 2-6                   |

### Čtyřhra
| Turnaj                   | #  | Partnerka           | Datum        | Kolo        | Soupeřky                                   | Pořadí   | Výsledek | Skóre                      |
| ------------------------ | -- | ------------------- | ------------ | ----------- | ------------------------------------------ | -------- | -------- | -------------------------- |
| Open GDF Suez            | 1. | Yanina Wickmayerová | 29. ledna    | 1. kolo     | Andrea Hlaváčková Liezel Huberová          | #3 #7    | Prohra   | 6-7 (8–6) 7-6, 6-4, 1-10   |
| BNP Paribas Open         | 2. | Yanina Wickmayerová | 8. března    | 1. kolo     | Čan Chao-čching Janette Husárová           | #41 #50  | Prohra   | 6-7 (4-7), 7-6 (7-8), 6-10 |
| AEGON International      | 3. | Yanina Wickmayerová | 17. června   | 1. kolo     | Mirjana Lučićová Baroniová Sie Šu-wej      | #40 #9   | Prohra   | 1-6, 4-6                   |
| Southern California Open | 4. | Tamira Paszeková    | 30. července | 1. kolo     | Čan Chao-čching Janette Husárová           | #37 #47  | Prohra   | 3-6, 3-6                   |
| Rogers Cup               | 5. | Angelique Kerberová | 7. srpna     | 1. kolo     | Daniela Hantuchová Martina Hingisová       | #51 #185 | Prohra   | 4-6, 2-6                   |
| Western & Southern Open  | 6. | Kirsten Flipkensová | 12. srpna    | 1. kolo     | Katalin Marosiová Megan Moultonová-Levyová | #47 #54  | Výhra    | 7-6 (7-4), 6-4             |
| Western & Southern Open  | -  | Kirsten Flipkensová | 15. srpna    | 2. kolo     | Julia Görgesová Barbora Záhlavová-Strýcová | #21 #31  | bez boje | bez boje                   |
| Toray Pan Pacific Open   | 7. | Kirsten Flipkensová | 24. září     | 1. kolo     | Ashleigh Bartyová Casey Dellacquová        | #12 #11  | Výhra    | 7-6 (7-3), 3-6, 10-8       |
| Toray Pan Pacific Open   | -  | Kirsten Flipkensová | 26. září     | Čtvrtfinále | Alla Kudrjavcevová Anastasia Rodionovová   | #46 #32  | bez boje | bez boje                   |

## Rozvrh turnajů
Legenda
| Grand Slam                        |
| Závěrečné turnaje sezóny          |
| WTA Premier Mandatory tournaments |
| WTA Premier 5 tournaments         |
| WTA Premier tournaments           |
| WTA International tournaments     |
| Týmové soutěže                    |

| Datum (od–do)          | Turnaj                      | Místo konání | Kategorie             | Povrch        | Obhajované body | Získané body | WTA | Výsledek                                                           |
| ---------------------- | --------------------------- | ------------ | --------------------- | ------------- | --------------- | ------------ | --- | ------------------------------------------------------------------ |
| 30. prosince 5. ledna  | Brisbane International      | Brisbane     | WTA Premier           | Tvrdý, venku  | Nehrála         | 60           | ▬   | Druhé kolo prohra - Anastasija Pavljučenkovová, 4-6, 5-7           |
| 6. ledna 12. ledna     | Apia International Sydney   | Sydney       | WTA Premier           | Tvrdý, venku  | 200             | 1            | ▬   | První kolo prohra - Dominika Cibulková, 1-6, 1-6                   |
| 14. ledna 27. ledna    | Australian Open             | Melbourne    | Grand Slam            | Tvrdý, venku  | 900             | 100          | ▬   | Druhé kolo prohra - Laura Robsonová, 6-2, 3-6, 9-11                |
| 26. ledna 3. února     | Open GDF Suez               | Paříž        | WTA Premier           | Tvrdý, hala   | Nehrála         | 120          | ▬   | Čtvrtfinále prohra - Kristina Mladenovicová, 3-6, 4-6              |
| 9. února 10. února     | Fed Cup, 1. kolo            | Ostrava      | Fed Cup               | Tvrdý, hala   | -               | -            | -   | Postup do semifinále Česko vs Austrálie 4-0                        |
| 11. února 17. února    | Qatar Total Open            | Dauhá        | WTA Premier 5         | Tvrdý, venku  | 0               | 225          | ▬   | Čtvrtfinále prohra - Serena Williamsová, 6-3,3-6,5-7               |
| 18. února 23. února    | Dubai Tennis Championships  | Dubaj        | WTA Premier           | Tvrdý, venku  | 0               | 470          | ▲   | Vítězství výhra - Sara Erraniová, 6-2, 1-6, 6-1                    |
| 4. března 17. března   | BNP Paribas Open            | Indian Wells | WTA Premier Mandatory | Tvrdý, venku  | 80              | 250          | ▼   | Čtvrtfinále prohra - Maria Kirilenková, 6-4, 4-6, 3-6              |
| 18. března 31. března  | Sony Open Tennis            | Miami        | WTA Premier Mandatory | Tvrdý, venku  | 5               | 80           | ▬   | Třetí kolo prohra - Kirsten Flipkensová, 0-6, 6-4, 1-6             |
| 8. dubna 15. dubna     | BNP Paribas Katowice Open   | Katowice     | WTA International     | Antuka, hala  | Nehrála         | 200          | ▬   | Finále prohra - Roberta Vinciová, 7–6(7–2), 6–1                    |
| 21. dubna 22. dubna    | Fed Cup, Semifinále         | Palermo      | Fed Cup               | Antuka, venku | -               | -            | -   | Prohra Česko vs Itálie 1-3                                         |
| 22. dubna 28. dubna    | Porsche Tennis Grand Prix   | Stuttgart    | WTA Premier           | Antuka, hala  | 200             | 120          | ▬   | Čtvrtfinále prohra - Li Na, 3-6, 5-7                               |
| 6. května 12. května   | Mutua Madrid Open           | Madrid       | WTA Premier Mandatory | Antuka, venku | 80              | 80           | ▬   | Druhé kolo prohra - Daniela Hantuchová, 6-2, 2-6, 3-6              |
| 13. května 19. května  | Internazionali BNL d'Italia | Řím          | WTA Premier 5         | Antuka, venku | 225             | 125          | ▬   | Třetí kolo prohra - Samantha Stosurová, 5-7, 6-2, 1-6              |
| 26. května 9. června   | French Open                 | Paříž        | Grand Slam            | Antuka,venku  | 900             | 160          | ▬   | Třetí kolo prohra - Jamie Hamptonová, 1-6, 6-7 (7-9)               |
| 17. června 22. června  | AEGON International         | Eastbourne   | WTA Premier           | Tráva, venku  | 1               | 60           | ▬   | Druhé kolo prohra - Yanina Wickmayerová, 6-3, 4-6, 5-7             |
| 24. června 7. července | Wimbledon                   | Londýn       | Grand Slam            | Tráva,venku   | 500             | 500          | ▬   | Čtvrtfinále prohra - Kirsten Flipkensová, 6-4, 3-6, 4-6            |
| 29. července 5. srpna  | Southern California Open    | Carlsbad     | WTA Premier           | Tvrdý, venku  | Nehrála         | 120          | ▬   | Čtvrtfinále prohra - Virginie Razzanová,7-6 (8-6), 5-7, 7-6 (8-10) |
| 3. srpna 11. srpna     | Rogers Cup                  | Toronto      | WTA Premier 5         | Tvrdý, venku  | 900             | 225          | ▼   | Čtvrtfinále prohra - Sorana Cîrsteaová, 6-4, 5-7, 2-6              |
| 12. srpna 19. srpna    | Western & Southern Open     | Cincinnati   | WTA Premier 5         | Tvrdý, venku  | 395             | 125          | ▼   | 3. kolo prohra - Caroline Wozniacká, 6-3, 2-6, 3-6                 |
| 16. srpna 24. srpna    | New Haven Open at Yale      | New Haven    | WTA Premier           | Tvrdý, venku  | 470             | 320          | ▼   | Finále prohra - Simona Halepová, 2-6, 2-6                          |
| 26. srpna 9. září      | US Open                     | New York     | Grand Slam            | Tvrdý, venku  | 280             | 160          | ▼   | Třetí kolo prohra - Alison Riskeová, 3-6, 0-6                      |
| 22. září 28. září      | Toray Pan Pacific Open      | Tokio        | WTA Premier 5         | Tvrdý, venku  | 1               | 900          | ▲   | Vítězství výhra - Angelique Kerberová, 6-2, 0-6, 6-4               |
| 29. září 6. října      | China Open                  | Peking       | WTA Premier Mandatory | Tvrdý, venku  | 80              | 450          | ▲   | Semifinále prohra - Jelena Jankovićová, 7-6 <(9-7)/>, 1-6, 1-6     |
| 7. října 13. října     | Generali Ladies Linz        | Linec        | WTA International     | Tvrdý, hala   | Nehrála         | 0            | ▬   | Odhlásila se                                                       |
| 12. října 20. října    | Kremlin Cup                 | Moskva       | WTA Premier           | Tvrdý, hala   | Nehrála         | 0            | ▲   | Odhlásila se                                                       |

## Statistiky

### Zápasy proti hráčkám z desítky žebříčku WTA: 9 (5-4)
| Výsledek | Č. | Hráčka              | Pořadí | Turnaj                      | Povrch        | Kolo        | Skóre                |
| -------- | -- | ------------------- | ------ | --------------------------- | ------------- | ----------- | -------------------- |
| Výhra    | 1  | Samantha Stosurová  | #9     | Fed Cup                     | Tvrdý (hala)  | 1. kolo     | 2-6, 7-6, (7-3), 6-4 |
| Prohra   | 1  | Serena Williamsová  | #2     | Qatar Total Open            | Tvrdý         | Čtvrtfinále | 6-3, 3-6, 5-7        |
| Výhra    | 2  | Agnieszka Radwańská | #4     | Dubai Tennis Championships  | Tvrdý         | Čtvrtfinále | 6-2 6-4              |
| Výhra    | 3  | Caroline Wozniacká  | #10    | Dubai Tennis Championships  | Tvrdý         | Semifinále  | 6-3, 6-4             |
| Výhra    | 4  | Sara Erraniová      | #7     | Dubai Tennis Championships  | Tvrdý         | Finále      | 6-2,1-6, 6-1         |
| Výhra    | 5  | Sara Erraniová      | #7     | Fed Cup                     | Antuka        | Semifinále  | 2-6, 6-2, 6-0        |
| Prohra   | 2  | Na Li               | #5     | Porsche Tennis Grand Prix   | Antuka (hala) | Čtvrtfinále | 3-6, 5-7             |
| Prohra   | 3  | Samantha Stosurová  | #10    | Internazionali BNL d'Italia | Antuka        | 3. kolo     | 5-7, 6-2, 1-6        |
| Prohra   | 4  | Caroline Wozniacká  | #10    | Western & Southern Open     | Tvrdý         | 3. kolo     | 6-3, 2-6, 3-6        |

### Finanční odměny

#### Dvouhra
| Turnaj                      | Peníze   |
| --------------------------- | -------- |
| Brisbane International      | $13,393  |
| Apia International Sydney   | $5,200   |
| Australian Open             | $45,723  |
| Open GDF Suez               | $17,850  |
| Qatar Total Open            | $49,040  |
| Dubai Tennis Championships  | $442,198 |
| BNP Paribas Open            | $104,000 |
| Sony Open Tennis            | $25,450  |
| BNP Paribas Katowice Open   | $20,000  |
| Porsche Tennis Grand Prix   | $19,300  |
| Mutua Madrid Open           | $26,433  |
| Internazionali BNL d'Italia | $24,300  |
| French Open                 | $74,811  |
| AEGON International         | $9,550   |
| Wimbledon                   | $320,869 |
| Southern California Open    | $19,300  |
| Rogers Cup                  | $49,040  |
| Western & Southern Open     | $23,730  |
| New Haven Open at Yale      | $62,300  |
| US Open                     | $91,416  |

#### Čtyřhra
| Turnaj                   | Peníze |
| ------------------------ | ------ |
| Open GDF Suez            | $1,470 |
| BNP Paribas Open         | $4,551 |
| AEGON International      | $1,470 |
| Southern California Open | $1,415 |
| Rogers Cup               | $1,920 |
| Western & Southern Open  | $1,920 |